# Opipramol

strukturformel

Opipramol, svagt ångestdämpande och lugnande medel, inte narkotikaklassat. Varunamn i Sverige för ämnet har varit Ensidon, men preparatet är numera avregistrerat. Opipramol är inte vanebildande. Kemiskt sett är opipramol ett tricykliskt antidepressivum - så kallat TCA, men den antidepressiva effekten är endast svag.